# Estação de Saint-Martin-d'Étampes
A Estação de Saint-Martin-d'Étampes é uma estação ferroviária francesa na comuna de Étampes, no departamento de Essonne.

## Situação ferroviária
Estabelecida a uma altitude de 81 metros, a estação está localizada no ponto quilométrico (PK) 57.522 da linha de Étampes a Beaune-la-Rolande entre a estação aberta de Étampes e a estação fechada de Boissy-la-Rivière. Esta é a última estação ainda em serviço nesta linha que é operada até o sinal "parada" localizado no PK 57.919. Entre esta estação e este sinal, esta câmara é usada para a reversão de certos trens RER C nos horários de pico. Além disso, a linha está fechada e inutilizável.

## História
Foi inaugurada em 19 de fevereiro de 1905 quando a linha abriu com um trem inaugural saindo da estação de Étampes por volta das 14h e chegando a Pithiviers às 15 h 30.
A linha Étampes - Pithiviers foi fechada em 1969. A estação de Saint-Martin d'Étampes foi convertida em terminal de trens de subúrbio em 26 de setembro de 1979 para evitar que tenham de efetuar, na estação de Étampes, um corte da linha Paris - Orléans, prejudicial ao tráfego.
Bastou eletrificar um pequeno troço da linha de via única Étampes - Pithiviers e estabelecer uma simples parada no bairro Saint-Martin.

## Frequência
De 2015 a 2020, segundo estimativas da SNCF, a frequência anual da estação corresponde aos números apresentados na tabela abaixo.
| Ano         | 2015    | 2016    | 2017    | 2018    | 2019    | 2020    |
| ----------- | ------- | ------- | ------- | ------- | ------- | ------- |
| Passageiros | 615 262 | 618 353 | 618 898 | 606 163 | 597 764 | 326 933 |

## Serviço aos passageiros

### Ligação
Saint-Martin-d'Étampes é o terminal C6, o mais meridional da linha C do RER d'Île-de-France.

### Intermodalidade
A estação é servida pelas linhas 3, 5, 6, 913-07 e 913-10 da rede de ônibus Essonne Sud Ouest.